# Zbigniew Lachowicz
Zbigniew Lachowicz (ur. 1916, zm. 1987) – lekarz, muzyk, kompozytor popularnych piosenek o Bydgoszczy.

## Życiorys
Urodził się w 1916 r. w Warszawie. Zamiłowanie do muzyki wyniósł z domu, gdyż ojciec grał na skrzypcach i posyłał syna na lekcje do konserwatorium. W latach 30. rozpoczął studia medyczne, lecz u progu III roku przerwał je wybuch II wojny światowej. Brał udział w obronie Warszawy jako adiutant oficera, otrzymał medal za odwagę. Po upadku powstania warszawskiego przebywał w obozie przejściowym w Żyrardowie.
W 1945 r. osiedlił się wraz z żoną Jadwigą (bydgoszczanką, poznaną latem 1939 r. w Jastarni) i synem w Bydgoszczy. Mieszkał wraz z rodziną w obszernym mieszkaniu przy ul. Królowej Jadwigi 21, w rodowej kamienicy małżonki. Dom ten przez szereg lat pełnił funkcję salonu artystycznego. Spotykali się w nim ludzie radia i estrady wojskowej, przyjaciele i sympatycy muzyki. W czasie towarzyskich spotkań poznał m.in. znaną w kręgach bydgoskich i warszawskich aktorkę i śpiewaczkę Olę Obarską (szkolną koleżankę jego żony), która zaproponowała mu współpracę przy kompozycji piosenek (tekst – Ola Obarska, muzyka Zbigniew Lachowicz). W ten sposób narodziło się wiele utworów, które podbiły serca zwłaszcza bydgoszczan. Pierwsza z piosenek pt. „Jedno z miast” zdobyła I miejsce w plebiscycie bydgoskiej rozgłośni na „Piosenkę miesiąca” (1963). Potem powstały następne, również przez bydgoskie radio nagradzane i popularyzowane: „Zielono jest w naszej Bydgoszczy”, „Zaś ale”, „Bydgoszcz jedyne miasto”. Piosenki te zostały wydane na płycie przez Polskie Nagrania. Orkiestrą dyrygował Edward Czerny, a jako solistka wystąpiła Irena Santor.
Piosenki Zbigniewa Lachowicza były wykonywane na koncertach i na antenie radiowej m.in. przez Jolantę Kubicką, Ewę Sadowską, Lucynę Adamczyk, Tadeusza Woźniakowskiego („Morze Czarne nie jest czarne”), Zbigniewa Morissona. Autorami tekstów poza Olą Obarską bywali także: Jerzy Bekker, Leonard Milczyński, Krzysztof Rogoziński. Skomponował także wiele utworów instrumentalnych (marszów) i piosenek („Wojskowi są zawsze morowi”) dla Orkiestry Reprezentacyjnej Pomorskiego Okręgu Wojskowego. Prowadząc na co dzień specjalistyczny warsztat ortopedyczny u zbiegu ulic Królowej Jadwigi i Łokietka, nie posiadał profesjonalnego warsztatu kompozytorsko-aranżacyjnego. W zapisywaniu i rozpisywaniu jego kompozycji na poszczególne instrumenty wspomagali go zawodowi muzycy m.in.: Stefan Rachoń, Kazimierz Hilla, Grzegorz Kardaś, Andrzej Mroczyński, Bogdan Ciesielski, Eugeniusz Mik oraz Paweł Billert – wieloletni szef redakcji muzycznej bydgoskiej Rozgłośni Polskiego Radia.
Zmarł w 1987 r. w Bydgoszczy.